# Garlan
Garlan (tiếng Breton: Garlann) là một xã của tỉnh Finistère, thuộc vùng Bretagne, miền tây bắc Pháp.

## Dân số
Người dân ở Garlan được gọi là Garlannais.